# Stormy Weather (Echo & the Bunnymen)
Stormy Weather è un singolo del gruppo musicale inglese Echo & the Bunnymen, pubblicato il 5 settembre 2005 come primo estratto dall'album Siberia.
Raggiunse il numero 55 della classifica britannica.

## Tracce
Testi e musiche di McCulloch, Sergeant.

### 7" (ed. limitata)
Lato A
1. Stormy Weather [Radio Edit] - 3:03

Lato B
1. Make Me Shine [Acoustic Version] - 3:10

### CDs
1. Stormy Weather (Radio Edit) - 3:07
2. What If We Are? (Vocal & String Version) ° - 5:09
3. Make Me Shine (Instrumental Version) - 4:32

° Mixato da Andrea Wright.

## Formazione
- Ian McCulloch - voce, chitarra
- Will Sergeant - chitarra
- Peter Wilkinson - basso
- Paul Fleming - tastiere
- Simon Finley - batteria

### Produzione
- Hugh Jones - produzione, missaggio
- Matt Edge - ingegneria del suono
- Sean Sinnott - assistenza ingegneria
- Dave Blackman - masterizzazione
- Ged Doyle - progettazione della copertina
- Joe Dilworth - foto di copertina

## Classifica
| Classifica (2005) | Posizione massima |
| ----------------- | ----------------- |
| Regno Unito       | 55                |